# Diran Kélékian
Diran Kélékian (en arménien : Տիրան Քէլէկեան), né en 1862 à Kayseri et mort assassiné en 1915 à Çankırı, est un journaliste arménien qui collabora notamment aux journaux de Constantinople Cihan (à partir de 1883) et Sabah (à partir de 1908). Il est l'un des intellectuels victimes de la rafle des intellectuels arméniens du 24 avril 1915 à Constantinople et une victime du génocide arménien. 